# 純四度

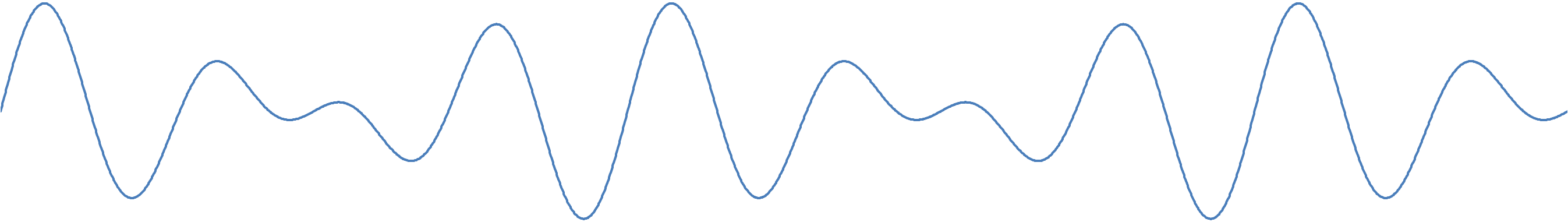
兩個呈完全四度的正弦波的疊加波型

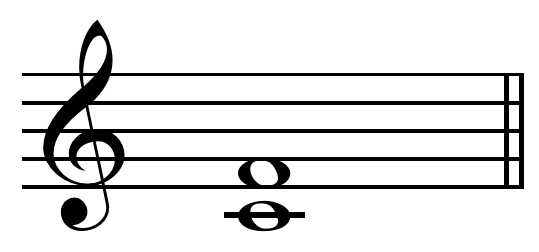

純四度（英文：Perfect fourth，簡寫：P4，希臘名：diatessaron）指音數為2又2分之1的音程，共有五個半音，是純五度的轉位音程，屬於完全協和，有時也會用來調音（低音提琴）。

## 基本介紹
純四度的等音音程為增三度、倍減五度，十二平均律的比例是{\displaystyle {\sqrt[{12}]{32}}=2^{\frac {5}{12}}\approx 1.33483985417003436483083188118}，純律的音分是498，比例為{\displaystyle {\frac {4}{3}}}(即為完全五度的轉位：{\displaystyle 2\div {\frac {3}{2}})}。
在大調音階中，主音-下屬音、上主音-屬音、中音-下中音、屬音-主音，以及中國五聲音階的商-徵、角-羽、徵-宮，皆是屬於純四度。
純四度唯一連續出現在於泛音列是第三-第四泛音。
兩個音構成純四度，它們的共振音是根音的往上兩個八度，或冠音往上一個五度和一個八度。
爵士樂常常使用數個純四度，或更動某個古典和絃音使其成為純四度，構成一個和絃。

## 古典和絃

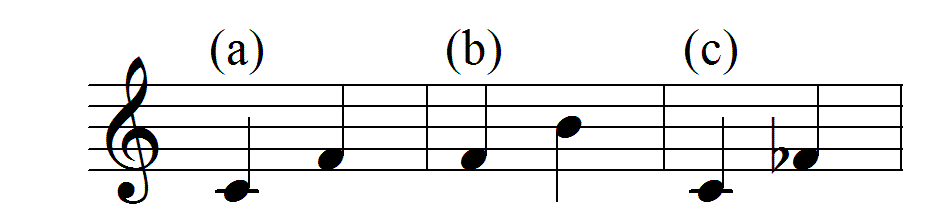
)完全四度 (a),增四度 (b)和減四度 (c)

很多古典和絃內都有包含純四度，由於其是完全五度的轉位音程，所以I（或i）、IV（或iv）、V級的6、64和絃都會存在。
其他還有ii級6、65和絃，vii級6和絃都有純四度。

## 爵士和絃

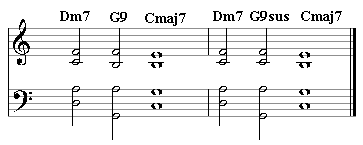
使用ii7-V9-C7的和絃（左）使用ii7-V9sus-C7的和絃（右，即使用掛留音）

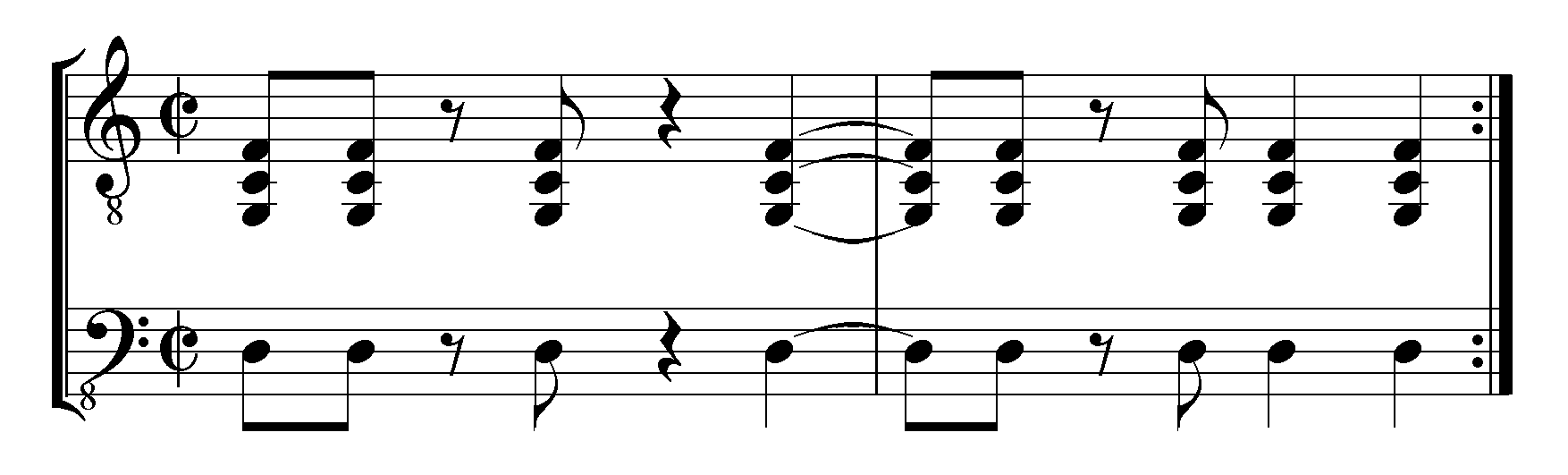
三個純四度所構成的和絃（原為米利頓·納西門托之作）

爵士的和絃通常使用掛留音，如以下例：